# قارة باصرة (غيل بن يمين)
'

تعديل مصدري - تعديل

قارة باصرة هي إحدى قرى عزلة غيل بن يمين بمديرية غيل بن يمين التابعة لمحافظة حضرموت، بلغ تعداد سكانها 59 نسمة حسب تعداد اليمن لعام 2004.